# Naoki Inose
Naoki Inose (猪瀬直树 Inose Naoki?) - (n. Nagano, Japón, 20 de noviembre de 1946) es un político, periodista, escritor, ensayista, crítico literario y biógrafo japonés. Licenciado en el área de las artes y  en periodismo por la Universidad Shinshū y la Universidad de Meiji. Fue el biógrafo oficial de grandes figuras literarias como Yukio Mishima y Osamu Dazai, en su trabajo como escritor debutando en el año 1983, ha realizado grandes obras conocidas recibiendo premios a nivel nacional como internacional.
En el año 2000, decidió entrar en el mundo de la política como independiente pero con el apoyo de grandes partidos políticos de Japón como son el Partido Liberal Democrático, Nuevo Kōmeitō y el Partido de la Restauración.
A partir del día 15 de junio del año 2007 fue nombrado vicegobernador de Tokio durante el gobierno en la capital japonesa de Shintarō Ishihara, cargo que ocupó durante cinco años y medio hasta el día 16 de diciembre del año 2012, debido a que tuvo que ocupar el puesto de 7º gobernador de Tokio tras la renuncia del anterior que se hizo efectiva el 31 de octubre del mismo año.
El 19 de diciembre de 2013, anunció su dimisión al cargo tras el escándalo político relacionados con los fondos públicos, cuya renuncia fue aprobada y se convirtió en vigor el 24 de diciembre de ese mismo año, siendo sucedido por el político Tatsumi Ando.